# Blaine Boyer
Blaine Thomas Boyer (Atlanta, 11 luglio 1981) è un giocatore di baseball statunitense di ruolo lanciatore di rilievo, free agent dal 15 agosto 2018.

## Carriera
Boyer venne selezionato nel terzo turno del draft MLB 2000 dagli Atlanta Braves. Debuttò nella MLB il 12 giugno 2005, al Turner Field di Atlanta contro gli Oakland Athletics. Si ritirò dal baseball nel 2012, ma l'anno successivo tornò in campo debuttando il 23 giugno 2013 con i Hanshin Tigers nella NPB, la lega giapponese di baseball. Nel 2014 fece ritorno nelle Major League con i San Diego Padres. In seguito giocò con i Minnesota Twins (2015), i Milwaukee Brewers (2016), firmando con i Boston Red Sox il 3 aprile 2017. Il 7 febbraio 2018, Boyer firmò, per la seconda volta, un contratto di minor league con i Kansas City Royals, ma questa volta, a differenza dell'ultima, debuttò in MLB con la squadra.